# 24 Capricorni
A Capricorni
Ne doit pas être confondu avec Alpha (α) Capriconi.
Désignations

24 Capricorni (en abrégé 24 Cap), également désignée A Capricorni, est une étoile géante de la constellation zodiacale du Capricorne. Elle est visible à l'œil nu avec une magnitude apparente de 4,50.

## Environnement stellaire
24 Capricorni présente une parallaxe annuelle de 7,15 ± 0,22 mas mesurée par le satellite Hipparcos, ce qui permet d'en déduire qu'elle est située à 460 ± 10 a.l. (∼ 141 pc) de la Terre. Elle s'éloigne du Système solaire à une vitesse radiale de +32 km/s.
L'étoile possède un compagnon recensé dans les catalogues d'étoiles doubles et multiples. Il s'agit d'une étoile de douzième magnitude qui, en date de 2016, était localisée à une distance angulaire de 26,1 secondes d'arc et à un angle de position de 185°. Il ne s'agit que d'un compagnon purement optique.

## Propriétés
24 Capricorni est une étoile géante rouge de type spectral M1− III, qui est actuellement située sur la branche asymptotique des géantes. Elle est 845 fois plus lumineuse que le Soleil et sa température de surface est de 3 917 K.

## Dans la culture
R. H. Allen décrit dans son ouvrage Star Names que l'étoile porte le nom de Tsoo, représentant l'état de Chu. Bayer en faisait l'une des trois dernières étoiles de la queue de la chèvre, même si elle n'apparaît plus de cette façon dans les représentations modernes de la constellation.